# Torneo Apertura 2005 Primera División 'A'
El Torneo Apertura 2005 representó la primera vuelta del ciclo futbolístico 2005-2006 en la Primera División A, fue el décimo noveno torneo corto y parte de la decimoctava temporada de la división de ascenso de México. Se celebró entre los meses de agosto y diciembre de 2005.
El Club Puebla, equipo recién descendido de la Primera División, resultó el ganador del torneo al derrotar en la final al Cruz Azul Oaxaca por un marcador global de 2 goles a 1. También se destacaron las actuaciones de los conjuntos de los Correcaminos de la UAT, Club León, el recién llegado Coyotes de Sonora, los Alacranes de Durango, las Chivas Coras y el Querétaro FC.
Como ha sido costumbre en otros inicios de temporada hubo una serie de cambios de franquicias y sedes respecto a la temporada anterior: Chivas La Piedad se trasladó a la ciudad de Tepic, Nayarit para jugar como Chivas Coras; Celaya se trasladó a la ciudad de Salamanca para revivir a los Petroleros; Mérida F.C. se convirtió en Club Irapuato; Pachuca Juniors se mantuvo como filial de los Tuzos pero a partir de este torneo se trasladó a Ciudad Juárez donde pasó a jugar bajo el nombre de Indios, sin embargo durante la mayor parte del torneo continuó jugando en la capital del Estado de Hidalgo debido a adecuaciones en el estadio juarense; Pioneros de Obregón se trasladó a Tijuana para crear el primer Club Tijuana; también se destacó el regreso del Tampico Madero de la mano del Atlante que decidió mover su filial Potros Neza al estado de Tamaulipas; además el recién ascendido Académicos de Atlas pasó a jugar en Hermosillo como Coyotes de Sonora. 
También se debe destacar el intercambio de franquicias que se realizó entre los clubes Monterrey y Tigres UANL, los primeros se hicieron con los derechos de Tigrillos Broncos y crearon una filial en Monterrey conocida como Rayados A, mientras que los felinos aprovecharon la desaparición de Cobras de Ciudad Juárez, filial rayada, para utilizar su plaza en Primera A y continuar con la filial en la misma plaza pero bajo el nombre de Tigres Mochis.
Es de destacar la historia del equipo de Águilas de la Riviera Maya, que surgió tras la adquisición de los Huracanes de Colima por parte del Club América, en un principio el conjunto jugó como local en el Estadio Mario Villanueva Madrid de Playa del Carmen, sin embargo a partir de la jornada 13, finales del mes de octubre el Huracán Wilma impactó en la región causando daños en la infraestructura de la zona, motivo que llevó a la filial americanista a disputar sus partidos en el Estadio Azteca y el Agustín Coruco Díaz de Zacatepec, como consecuencia de ello a partir del Clausura 2006 pasaría denominarse Club Zacatepec.

## Sistema de competición
Los 20 equipos participantes se dividieron en 4 grupos de 5 equipos, juegan todos contra todos a una sola ronda, por lo que cada equipo jugó 19 partidos; al finalizar la temporada regular de 19 jornadas califican a la liguilla los 2 primeros lugares de cada grupo, y los 4 mejores ubicados en la tabla general califican al repechaje de donde salen los últimos 2 equipos para la Eliminación directa.
- Fase de calificación: es la fase regular de clasificación que se integra por las 19 jornadas del torneo de aquí salen los mejores 8 equipos para la siguiente fase.

- Fase final: se sacarán o calificarán los mejores 8 de la tabla general y se organizarán los cuartos de final con el siguiente orden: 1º vs 8º, 2º vs 7º, 3º vs 6º y 4º vs 5º, siguiendo así con semifinales, y por último la final, todos los partidos de la fase final serán de ida y vuelta.

### Fase de calificación
En la fase de calificación participaron 20 clubes de la Primera División A profesional jugando todos contra todos durante las 19 jornadas respectivas, a un solo partido. 
Se observará el sistema de puntos. La ubicación en la tabla general está sujeta a lo siguiente:
- Por juego ganado se obtendrán tres puntos.
- Por juego empatado se obtendrá un punto.
- Por juego perdido no se otorgan puntos.

El orden de los clubes al final de la Fase de Calificación del Torneo corresponderá a la suma de los puntos obtenidos por cada uno de ellos y se presentará en forma descendente. Si al finalizar las 177 jornadas del Torneo, dos o más clubes estuviesen empatados en puntos, su posición en la Tabla general será determinada atendiendo a los siguientes criterios de desempate:
1. Mejor diferencia entre los goles anotados y recibidos.
2. Mayor número de goles anotados.
3. Marcadores particulares entre los clubes empatados.
4. Mayor número de goles anotados como visitante.
5. Mejor ubicación en la Tabla general de cocientes.
6. Tabla Fair Play.
7. Sorteo.

Participan por el título de Campeón de la Primera División 'A' en el Torneo Clausura 2006, automáticamente los primeros 4 lugares de cada grupo sin importar su ubicación en la tabla general calificaran, más los segundos mejores 4 lugares de cada grupo, si algún segundo lugar se ubicara bajo los primeros 8 lugares de la tabla general accederá a una fase de reclasificación contra un tercer o cuarto lugar ubicado entre los primeros ocho lugares de la tabla general. Tras la fase de reclasificación los equipos clasificados a cuartos de final por el título serán 8; estos se ordenarán según su posición general en la tabla, si alguno más bajo eliminara a uno más alto, los equipos se recorrerán según su lugar obtenido.

### Fase final
- Calificarán los mejores ocho equipos de la tabla general jugando Cuartos de final en el siguiente orden de enfrentamiento, que será el mejor contra el peor equipo

clasificado:
- 1° vs 8°
- 2° vs 7°
- 3° vs 6°
- 4° vs 5°

- En semifinales participarán los cuatro clubes vencedores de cuartos de final, reubicándolos del uno al cuatro, de acuerdo a su mejor posición en la Tabla general de clasificación al término de la jornada 19, enfrentándose 1° vs 4° y 2° vs 3°.

- Disputarán el título de Campeón del Torneo Apertura 2005 los dos clubes vencedores de la fase semifinal.

Todos los partidos de esta fase serán en formato de ida y vuelta, eligiendo siempre el club que haya quedado mejor ubicado en la Tabla general de clasificación, el horario de su partido como local.
Este torneo el club que ganara el título obtiene su derecho de ser necesario el juego de ascenso a Primera División Profesional; para que tal juego se pueda efectuar deberá haber un ganador distinto en el Torneo Apertura 2004, en caso de que el campeón vigente lograra ganar dicho campeonato, ascenderá automáticamente sin necesidad de jugar esta serie.

## Equipos participantes
| Entidad Federativa | N.º | Equipos                       |
| ------------------ | --- | ----------------------------- |
| Guanajuato         | 3   | Salamanca, León e Irapuato    |
| Tamaulipas         | 2   | Correcaminos y Tampico Madero |
| Puebla             | 2   | Lobos BUAP y Puebla           |
| Estado de México   | 1   | Atlético Mexiquense           |
| Veracruz           | 1   | Coatzacoalcos                 |
| Nayarit            | 1   | Chivas Coras                  |
| Durango            | 1   | Alacranes de Durango          |
| Chihuahua          | 1   | Indios de Ciudad Juárez       |
| Oaxaca             | 1   | Cruz Azul Oaxaca              |
| Baja California    | 1   | Tijuana                       |
| Tabasco            | 1   | Tabasco                       |
| Nuevo León         | 1   | Rayados A                     |
| Sonora             | 1   | Coyotes de Sonora             |
| Querétaro          | 1   | Querétaro                     |
| Sinaloa            | 1   | Tigres Mochis                 |
| Quintana Roo       | 1   | Águilas de la Riviera Maya    |

### Información sobre los equipos participantes
| Equipo                     | Ciudad                              | Estadio                          | Capacidad       |
| -------------------------- | ----------------------------------- | -------------------------------- | --------------- |
| Águilas de la Riviera Maya | Playa del Carmen, Quintana Roo      | Mario Villanueva Madrid          | 7,000           |
| Alacranes de Durango       | Durango, Durango                    | Francisco Zarco                  | 15,000          |
| Atlético Mexiquense        | Ixtapan de la Sal, Estado de México | Ixtapan 90                       | 2,500           |
| Chivas Coras               | Tepic, Nayarit                      | Nicolás Álvarez Ortega           | 7,000           |
| Coatzacoalcos              | Coatzacoalcos, Veracruz             | Rafael Hernández Ochoa           | 4,800           |
| Correcaminos               | Ciudad Victoria, Tamaulipas         | Marte R. Gómez                   | 19,000          |
| Coyotes Sonora             | Hermosillo, Sonora                  | Héroe de Nacozari                | 22,000          |
| Cruz Azul Oaxaca           | Oaxaca, Oaxaca                      | Benito Juárez                    | 15,000          |
| Indios                     | Ciudad Juárez, Chihuahua            | Hidalgo / Olímpico Benito Juárez | 30,000 / 22,000 |
| Irapuato                   | Irapuato, Guanajuato                | Sergio León Chávez               | 28,500          |
| León                       | León, Guanajuato                    | León                             | 30,000          |
| Lobos de la BUAP           | Puebla, Puebla                      | Olímpico de la BUAP              | 20,000          |
| Puebla                     | Puebla, Puebla                      | Cuauhtémoc                       | 42,600          |
| Querétaro                  | Santiago de Querétaro, Querétaro    | Estadio Corregidora              | 35,000          |
| Rayados A                  | Monterrey, Nuevo León               | El Barrial / Tecnológico         | 1,000 / 36,000  |
| Salamanca                  | Salamanca, Guanajuato               | Olímpico Sección 24              | 10,000          |
| Tabasco                    | Villahermosa, Tabasco               | Olímpico de Villahermosa         | 12,000          |
| Tampico Madero             | Tampico - Madero, Tamaulipas        | Tamaulipas                       | 20,000          |
| Tigres Mochis              | Los Mochis, Sinaloa                 | Centenario LM                    | 7,000           |
| Tijuana                    | Tijuana, Baja California            | Unidad Deportiva CREA            | 10,000          |

## Torneo Regular
| Durango       | 1-0 | Querétaro            | Francisco Zarco          | 4 de agosto | 20:00         |
| Correcaminos  | 2-1 | Coyotes Sonora       | Marte R. Gómez           | 6 de agosto | 17:00         |
| Tigres Mochis | 0-4 | Cruz Azul Oaxaca     | Centenario LM            | 6 de agosto | 17:00L-18:00C |
| Irapuato      | 2-1 | Indios               | Sergio León Chávez       | 6 de agosto | 19:00         |
| Tabasco       | 2-2 | Tijuana              | Olímpico de Villahermosa | 6 de agosto | 19:00         |
| Coatzacoalcos | 0-0 | Salamanca            | Rafael Hernández Ochoa   | 6 de agosto | 20:00         |
| León          | 0-0 | Águilas Riviera Maya | León                     | 7 de agosto | 12:00         |
| Lobos BUAP    | 1-4 | Puebla               | Cuauhtémoc               | 7 de agosto | 12:00         |
| Chivas Coras  | 1-0 | Atlético Mexiquense  | Nicolás Álvarez Ortega   | 7 de agosto | 16:00L-17:00C |
| Rayados A     | 2-0 | Tampico Madero       | Tecnológico              | 7 de agosto | 17:00         |

| Indios               | 1-3 | León          | Hidalgo                 | 11 de agosto | 19:00        |
| Águilas Riviera Maya | 1-1 | Durango       | Mario Villanueva Madrid | 12 de agosto | 17:00        |
| Coyotes Sonora       | 1-1 | Chivas Coras  | Héroe de Nacozari       | 12 de agosto | 20:30-22:30C |
| Lobos BUAP           | 1-2 | Tijuana       | Olímpico de la BUAP     | 13 de agosto | 13:00        |
| Salamanca            | 2-2 | Rayados A     | Olímpico Sección 24     | 13 de agosto | 16:00        |
| Querétaro            | 1-0 | Coatzacoalcos | Corregidora             | 13 de agosto | 17:00        |
| Tampico Madero       | 1-2 | Tabasco       | Tamaulipas              | 13 de agosto | 21:00        |
| Puebla               | 1-1 | Correcaminos  | Cuauhtémoc              | 14 de agosto | 12:00        |
| Atlético Mexiquense  | 1-1 | Tigres Mochis | Ixtapan 90              | 14 de agosto | 15:00        |
| Cruz Azul Oaxaca     | 1-1 | Irapuato      | Benito Juárez           | 14 de agosto | 17:00        |

| Durango        | 0-0 | Indios               | Francisco Zarco          | 18 de agosto | 20:00         |
| Coyotes Sonora | 1-2 | Puebla               | Héroe de Nacozari        | 19 de agosto | 20:30L-22:30C |
| Lobos BUAP     | 2-1 | Tampico Madero       | Olímpico de la BUAP      | 20 de agosto | 13:00         |
| Correcaminos   | 1-0 | Tijuana              | Marte R. Gómez           | 20 de agosto | 17:00         |
| Irapuato       | 1-1 | Atlético Mexiquense  | Sergio León Chávez       | 20 de agosto | 19:00         |
| Tabasco        | 1-0 | Salamanca            | Olímpico de Villahermosa | 20 de agosto | 19:00         |
| Coatzacoalcos  | 2-1 | Águilas Riviera Maya | Rafael Hernández Ochoa   | 20 de agosto | 20:00         |
| León           | 0-0 | Cruz Azul Oaxaca     | León                     | 21 de agosto | 12:00         |
| Chivas Coras   | 2-1 | Tigres Mochis        | Nicolás Álvarez Ortega   | 21 de agosto | 16:00L-17:00C |
| Rayados A      | 1-3 | Querétaro            | El Barrial               | 21 de agosto | 17:00         |

| Indios               | 1-0 | Coatzacoalcos  | Hidalgo                 | 25 de agosto | 19:00         |
| Águilas Riviera Maya | 0-1 | Rayados A      | Mario Villanueva Madrid | 26 de agosto | 17:00         |
| Salamanca            | 3-1 | Lobos BUAP     | Olímpico Sección 24     | 27 de agosto | 13:00         |
| Querétaro            | 0-0 | Tabasco        | Corregidora             | 27 de agosto | 16:00         |
| Cruz Azul Oaxaca     | 4-2 | Durango        | Benito Juárez           | 27 de agosto | 17:00         |
| Tigres Mochis        | 5-1 | Irapuato       | Centenario LM           | 27 de agosto | 17:00L-18:00C |
| Tijuana              | 2-1 | Coyotes Sonora | Unidad Deportiva CREA   | 27 de agosto | 17:00L-19:00C |
| Tampico Madero       | 3-1 | Correcaminos   | Tamaulipas              | 27 de agosto | 21:00         |
| Puebla               | 4-2 | Chivas Coras   | Cuauhtémoc              | 28 de agosto | 12:00         |
| Atlético Mexiquense  | 2-2 | León           | Ixtapan 90              | 28 de agosto | 15:00         |

| Puebla         | 2-2 | Tijuana              | Cuauhtémoc               | 31 de agosto | 14:00         |
| Lobos BUAP     | 0-2 | Querétaro            | Olímpico de la BUAP      | 31 de agosto | 15:00         |
| Rayados A      | 2-4 | Indios               | Tecnológico              | 31 de agosto | 18:00         |
| Correcaminos   | 5-2 | Salamanca            | Marte R. Gómez           | 31 de agosto | 20:00         |
| Durango        | 2-2 | Atlético Mexiquense  | Francisco Zarco          | 31 de agosto | 20:00         |
| Coatzacoalcos  | 5-1 | Cruz Azul Oaxaca     | Rafael Hernández Ochoa   | 31 de agosto | 20:30         |
| León           | 2-1 | Tigres Mochis        | León                     | 31 de agosto | 20:30         |
| Tabasco        | 0-1 | Águilas Riviera Maya | Olímpico de Villahermosa | 31 de agosto | 20:30         |
| Chivas Coras   | 4-0 | Irapuato             | Nicolás Álvarez Ortega   | 31 de agosto | 20:30L-21:30C |
| Coyotes Sonora | 1-1 | Tampico Madero       | Héroe de Nacozari        | 31 de agosto | 20:30L-22:30C |

| Indios               | 5-0 | Tabasco        | Hidalgo                 | 3 de septiembre | 13:00         |
| Salamanca            | 1-2 | Coyotes Sonora | Olímpico Sección 24     | 3 de septiembre | 16:00         |
| Águilas Riviera Maya | 2-0 | Lobos BUAP     | Mario Villanueva Madrid | 3 de septiembre | 16:30         |
| Querétaro            | 2-2 | Correcaminos   | Corregidora             | 3 de septiembre | 17:00         |
| Cruz Azul Oaxaca     | 2-1 | Rayados A      | Benito Juárez           | 3 de septiembre | 17:00         |
| Tigres Mochis        | 1-1 | Durango        | Centenario LM           | 3 de septiembre | 17:00L-18:00C |
| Tijuana              | 2-1 | Chivas Coras   | Unidad Deportiva CREA   | 3 de septiembre | 17:00L-19:00C |
| Tampico Madero       | 3-1 | Puebla         | Tamaulipas              | 3 de septiembre | 21:00         |
| Irapuato             | 0-0 | León           | Sergio León Chávez      | 4 de septiembre | 13:00         |
| Atlético Mexiquense  | 3-1 | Coatzacoalcos  | Ixtapan 90              | 4 de septiembre | 15:00         |

| Durango        | 3-0 | Irapuato             | Francisco Zarco          | 8 de septiembre  | 20:00         |
| Coyotes Sonora | 3-1 | Querétaro            | Héroe de Nacozari        | 9 de septiembre  | 20:30L-22:30C |
| Puebla         | 0-1 | Salamanca            | Cuauhtémoc               | 10 de septiembre | 13:00         |
| Tabasco        | 1-0 | Cruz Azul Oaxaca     | Olímpico de Villahermosa | 10 de septiembre | 19:00         |
| Tijuana        | 2-2 | Tampico Madero       | Unidad Deportiva CREA    | 10 de septiembre | 19:00L-21:00C |
| Correcaminos   | 4-1 | Águilas Riviera Maya | Marte R. Gómez           | 10 de septiembre | 20:00         |
| Coatzacoalcos  | 0-2 | Tigres Mochis        | Rafael Hernández Ochoa   | 10 de septiembre | 20:00         |
| Chivas Coras   | 2-0 | León                 | Nicolás Álvarez Ortega   | 10 de septiembre | 20:00L-21:00C |
| Lobos BUAP     | 3-0 | Indios               | Olímpico de la BUAP      | 11 de septiembre | 12:00         |
| Rayados A      | 1-2 | Atlético Mexiquense  | El Barrial               | 11 de septiembre | 17:00         |

| León                 | 2-2 | Durango        | León                    | 15 de septiembre | 20:30         |
| Águilas Riviera Maya | 1-0 | Coyotes Sonora | Mario Villanueva Madrid | 16 de septiembre | 16:30         |
| Indios               | 1-1 | Correcaminos   | Hidalgo                 | 17 de septiembre | 13:00         |
| Salamanca            | 0-0 | Tijuana        | Olímpico Sección 24     | 17 de septiembre | 16:00         |
| Cruz Azul Oaxaca     | 2-4 | Lobos BUAP     | Benito Juárez           | 17 de septiembre | 17:00         |
| Querétaro            | 2-1 | Puebla         | Corregidora             | 17 de septiembre | 17:00         |
| Tigres Mochis        | 3-1 | Rayados A      | Centenario LM           | 17 de septiembre | 17:00L-18:00C |
| Tampico Madero       | 0-0 | Chivas Coras   | Tamaulipas              | 17 de septiembre | 21:00         |
| Irapuato             | 2-2 | Coatzacoalcos  | Sergio León Chávez      | 18 de septiembre | 13:00         |
| Atlético Mexiquense  | 1-2 | Tabasco        | Ixtapan 90              | 18 de septiembre | 15:00         |

| Coyotes Sonora | 4-1 | Indios               | Héroe de Nacozari        | 23 de septiembre | 20:30L-22:30C |
| Lobos BUAP     | 2-1 | Atlético Mexiquense  | Olímpico de la BUAP      | 24 de septiembre | 13:00         |
| Puebla         | 2-0 | Águilas Riviera Maya | Cuauhtémoc               | 24 de septiembre | 13:00         |
| Tijuana        | 0-1 | Querétaro            | Unidad Deportiva CREA    | 24 de septiembre | 17:00L-19:00C |
| Tabasco        | 0-3 | Tigres Mochis        | Olímpico de Villahermosa | 24 de septiembre | 19:00         |
| Correcaminos   | 1-2 | Cruz Azul Oaxaca     | Marte R. Gómez           | 24 de septiembre | 20:00         |
| Coatzacoalcos  | 3-2 | León                 | Rafael Hernández Ochoa   | 24 de septiembre | 20:00         |
| Chivas Coras   | 1-0 | Durango              | Nicolás Álvarez Ortega   | 24 de septiembre | 20:30L-21:30C |
| Tampico Madero | 1-1 | Salamanca            | Tamaulipas               | 24 de septiembre | 21:00         |
| Rayados A      | 2-4 | Irapuato             | El Barrial               | 25 de septiembre | 17:00         |

| Indios               | 1-2 | Puebla         | Hidalgo                 | 27 de septiembre | 19:00         |
| Atlético Mexiquense  | 3-2 | Correcaminos   | Ixtapan 90              | 28 de septiembre | 15:00         |
| Salamanca            | 2-1 | Chivas Coras   | Olímpico Sección 24     | 28 de septiembre | 16:00         |
| Cruz Azul Oaxaca     | 5-1 | Coyotes Sonora | Benito Juárez           | 28 de septiembre | 17:00         |
| Querétaro            | 1-2 | Tampico Madero | Corregidora             | 28 de septiembre | 20:00         |
| Tigres Mochis        | 2-1 | Lobos BUAP     | Centenario LM           | 28 de septiembre | 20:00L-21:00C |
| León                 | 4-2 | Rayados A      | León                    | 28 de septiembre | 20:30         |
| Irapuato             | 2-2 | Tabasco        | Sergio León Chávez      | 28 de septiembre | 20:30         |
| Águilas Riviera Maya | 0-2 | Tijuana        | Mario Villanueva Madrid | 28 de septiembre | 20:30         |
| Durango              | 2-2 | Coatzacoalcos  | Francisco Zarco         | 29 de septiembre | 20:00         |

| Salamanca      | 2-1 | Querétaro            | Olímpico Sección 24      | 1 de octubre | 16:00         |
| Tijuana        | 0-1 | Indios               | Unidad Deportiva CREA    | 1 de octubre | 17:00L-19:00C |
| Tabasco        | 1-3 | León                 | Olímpico de Villahermosa | 1 de octubre | 19:00         |
| Coyotes Sonora | 2-1 | Atlético Mexiquense  | Héroe de Nacozari        | 1 de octubre | 19:30L-21:30C |
| Correcaminos   | 4-1 | Tigres Mochis        | Marte R. Gómez           | 1 de octubre | 20:00         |
| Tampico Madero | 0-0 | Águilas Riviera Maya | Tamaulipas               | 1 de octubre | 21:00         |
| Puebla         | 2-1 | Cruz Azul Oaxaca     | Cuauhtémoc               | 2 de octubre | 12:00         |
| Lobos BUAP     | 1-1 | Irapuato             | Olímpico de la BUAP      | 2 de octubre | 12:00         |
| Chivas Coras   | 1-0 | Coatzacoalcos        | Nicolás Álvarez Ortega   | 2 de octubre | 16:00L-17:00C |
| Rayados A      | 6-1 | Durango              | El Barrial               | 2 de octubre | 17:00         |

| Durango              | 3-1 | Tabasco        | Francisco Zarco         | 6 de octubre | 20:00         |
| Querétaro            | 1-0 | Chivas Coras   | Corregidora             | 7 de octubre | 20:00         |
| Águilas Riviera Maya | 1-0 | Salamanca      | Mario Villanueva Madrid | 7 de octubre | 20:30         |
| Indios               | 0-1 | Tampico Madero | Hidalgo                 | 8 de octubre | 13:00         |
| Cruz Azul Oaxaca     | 2-1 | Tijuana        | Benito Juárez           | 8 de octubre | 16:00         |
| Tigres Mochis        | 3-2 | Coyotes Sonora | Centenario LM           | 8 de octubre | 19:30L-20:30C |
| Coatzacoalcos        | 1-1 | Rayados A      | Rafael Hernández Ochoa  | 8 de octubre | 20:00         |
| León                 | 2-2 | Lobos BUAP     | León                    | 9 de octubre | 12:00         |
| Irapuato             | 1-2 | Correcaminos   | Sergio León Chávez      | 9 de octubre | 13:00         |
| Atlético Mexiquense  | 1-2 | Puebla         | Ixtapan 90              | 9 de octubre | 15:00         |

| Coyotes Sonora | 2-1 | Irapuato             | Héroe de Nacozari        | 14 de octubre | 20:30L-22:30C |
| Lobos BUAP     | 2-0 | Durango              | Olímpico de la BUAP      | 15 de octubre | 13:00         |
| Salamanca      | 0-1 | Indios               | Olímpico Sección 24      | 15 de octubre | 16:00         |
| Querétaro      | 1-0 | Águilas Riviera Maya | Corregidora              | 15 de octubre | 17:00         |
| Tabasco        | 3-2 | Coatzacoalcos        | Olímpico de Villahermosa | 15 de octubre | 19:00         |
| Correcaminos   | 1-0 | León                 | Marte R. Gómez           | 15 de octubre | 20:00         |
| Tampico Madero | 1-0 | Cruz Azul Oaxaca     | Tamaulipas               | 15 de octubre | 21:00         |
| Puebla         | 1-0 | Tigres Mochis        | Cuauhtémoc               | 16 de octubre | 12:00         |
| Tijuana        | 2-0 | Atlético Mexiquense  | Unidad Deportiva CREA    | 16 de octubre | 13:00L-15:00C |
| Chivas Coras   | 0-3 | Rayados A            | Nicolás Álvarez Ortega   | 16 de octubre | 16:00L-17:00C |

| León                 | 2-4 | Coyotes Sonora | León                   | 20 de octubre  | 20:30         |
| Indios               | 2-1 | Querétaro      | Hidalgo                | 21 de octubre  | 19:00         |
| Cruz Azul Oaxaca     | 3-0 | Salamanca      | Benito Juárez          | 22 de octubre  | 13:00         |
| Coatzacoalcos        | 2-0 | Lobos BUAP     | Rafael Hernández Ochoa | 22 de octubre  | 20:00         |
| Durango              | 1-1 | Correcaminos   | Francisco Zarco        | 22 de octubre  | 20:00         |
| Tigres Mochis        | 2-2 | Tijuana        | Centenario LM          | 22 de octubre  | 20:00L-21:00C |
| Irapuato             | 1-1 | Puebla         | Sergio León Chávez     | 23 de octubre  | 13:00         |
| Atlético Mexiquense  | 3-0 | Tampico Madero | Ixtapan 90             | 23 de octubre  | 15:00         |
| Rayados A            | 3-1 | Tabasco        | El Barrial             | 23 de octubre  | 15:00         |
| Águilas Riviera Maya | 2-2 | Chivas Coras   | Azteca                 | 9 de noviembre | 14:00         |

| Lobos BUAP           | 2-2 | Rayados A           | Olímpico de la BUAP    | 26 de octubre  | 15:00         |
| Puebla               | 1-2 | León                | Cuauhtémoc             | 26 de octubre  | 15:00         |
| Tijuana              | 3-3 | Irapuato            | Unidad Deportiva CREA  | 26 de octubre  | 15:00L-17:00C |
| Salamanca            | 0-0 | Atlético Mexiquense | Olímpico Sección 24    | 26 de octubre  | 16:00         |
| Querétaro            | 0-1 | Cruz Azul Oaxaca    | Corregidora            | 26 de octubre  | 20:00         |
| Correcaminos         | 3-0 | Coatzacoalcos       | Marte R. Gómez         | 26 de octubre  | 20:00         |
| Chivas Coras         | 2-1 | Tabasco             | Nicolás Álvarez Ortega | 26 de octubre  | 20:30L-21:30C |
| Coyotes Sonora       | 1-0 | Durango             | Héroe de Nacozari      | 26 de octubre  | 20:30L-22:30C |
| Tampico Madero       | 1-0 | Tigres Mochis       | Tamaulipas             | 26 de octubre  | 21:00         |
| Águilas Riviera Maya | 1-2 | Indios              | Azteca                 | 2 de noviembre | 14:00         |

| Tabasco             | 1-1 | Lobos BUAP           | Olímpico de Villahermosa | 29 de octubre   | 19:00         |
| Coatzacoalcos       | 0-1 | Coyotes Sonora       | Rafael Hernández Ochoa   | 29 de octubre   | 20:00         |
| Durango             | 1-0 | Puebla               | Francisco Zarco          | 29 de octubre   | 20:00         |
| Tigres Mochis       | 2-0 | Salamanca            | Centenario LM            | 29 de octubre   | 20:00L-21:00C |
| Rayados A           | 0-2 | Correcaminos         | El Barrial               | 30 de octubre   | 11:30         |
| León                | 2-0 | Tijuana              | León                     | 30 de octubre   | 12:00         |
| Irapuato            | 5-0 | Tampico Madero       | Sergio León Chávez       | 30 de octubre   | 13:00         |
| Atlético Mexiquense | 0-1 | Querétaro            | Ixtapan 90               | 30 de octubre   | 15:00         |
| Indios              | 3-4 | Chivas Coras         | Héroe de Nacozari        | 30 de octubre   | 19:00L-20:00C |
| Cruz Azul Oaxaca    | 2-0 | Águilas Riviera Maya | Benito Juárez            | 16 de noviembre | 16:00         |

| Coyotes Sonora       | 1-0 | Rayados A           | Héroe de Nacozari      | 4 de noviembre | 20:30L-21:30C |
| Águilas Riviera Maya | 1-1 | Atlético Mexiquense | Azteca                 | 5 de noviembre | 12:00         |
| Salamanca            | 4-3 | Irapuato            | Olímpico Sección 24    | 5 de noviembre | 16:00         |
| Querétaro            | 2-0 | Tigres Mochis       | Corregidora            | 5 de noviembre | 17:00         |
| Correcaminos         | 3-1 | Tabasco             | Marte R. Gómez         | 5 de noviembre | 20:00         |
| Tampico Madero       | 2-1 | León                | Tamaulipas             | 5 de noviembre | 21:00         |
| Puebla               | 2-1 | Coatzacoalcos       | Cuauhtémoc             | 6 de noviembre | 12:00         |
| Indios               | 2-1 | Cruz Azul Oaxaca    | Olímpico Benito Juárez | 6 de noviembre | 13:00L-14:00C |
| Tijuana              | 1-1 | Durango             | Unidad Deportiva CREA  | 6 de noviembre | 13:00L-15:00C |
| Chivas Coras         | 2-1 | Lobos BUAP          | Nicolás Álvarez Ortega | 6 de noviembre | 16:00L-17:00C |

| Lobos BUAP          | 0-1 | Correcaminos         | Olímpico de la BUAP      | 12 de noviembre | 13:00         |
| Tabasco             | 1-0 | Coyotes Sonora       | Olímpico de Villahermosa | 12 de noviembre | 19:00         |
| Irapuato            | 1-2 | Querétaro            | Sergio León Chávez       | 12 de noviembre | 19:00         |
| Durango             | 2-0 | Tampico Madero       | Francisco Zarco          | 12 de noviembre | 20:00         |
| Coatzacoalcos       | 2-1 | Tijuana              | Rafael Hernández Ochoa   | 12 de noviembre | 20:00         |
| Tigres Mochis       | 3-2 | Águilas Riviera Maya | Centenario LM            | 12 de noviembre | 20:00L-21:00C |
| Rayados A           | 0-1 | Puebla               | El Barrial               | 13 de noviembre | 11:30         |
| León                | 2-3 | Salamanca            | León                     | 13 de noviembre | 12:00         |
| Atlético Mexiquense | 0-1 | Indios               | Ixtapan 90               | 13 de noviembre | 15:00         |
| Chivas Coras        | 1-3 | Cruz Azul Oaxaca     | Nicolás Álvarez Ortega   | 13 de noviembre | 16:00L-17:00C |

| Tijuana              | 2-2 | Rayados A           | Unidad Deportiva CREA  | 19 de noviembre | 13:00L-15:00C |
| Coyotes Sonora       | 7-0 | Lobos BUAP          | Héroe de Nacozari      | 19 de noviembre | 14:00L-15:00C |
| Indios               | 2-1 | Tigres Mochis       | Olímpico Benito Juárez | 19 de noviembre | 14:00L-15:00C |
| Correcaminos         | 1-0 | Chivas Coras        | Marte R. Gómez         | 19 de noviembre | 15:00         |
| Salamanca            | 0-2 | Durango             | Olímpico Sección 24    | 19 de noviembre | 15:00         |
| Querétaro            | 1-1 | León                | Corregidora            | 19 de noviembre | 15:00         |
| Cruz Azul Oaxaca     | 0-0 | Atlético Mexiquense | Benito Juárez          | 19 de noviembre | 15:00         |
| Águilas Riviera Maya | 1-1 | Irapuato            | Agustín Coruco Díaz    | 19 de noviembre | 15:00         |
| Tampico Madero       | 2-3 | Coatzacoalcos       | Tamaulipas             | 19 de noviembre | 15:00         |
| Puebla               | 0-1 | Tabasco             | Cuauhtémoc             | 19 de noviembre | 15:00         |

## Grupos

### Grupo 1
| Pos. | Equipo           | Pts. | PJ | G  | E | P | GF | GC | Dif. | Clasificación                   |
| ---- | ---------------- | ---- | -- | -- | - | - | -- | -- | ---- | ------------------------------- |
| 1    | Correcaminos UAT | 40   | 19 | 12 | 4 | 3 | 38 | 20 | +18  | Cuartos de final de la liguilla |
| 2    | Puebla (C)       | 33   | 19 | 10 | 3 | 6 | 29 | 22 | +7   | Cuartos de final de la liguilla |
| 3    | Indios           | 32   | 19 | 10 | 2 | 7 | 29 | 26 | +3   | Reclasificación a liguilla      |
| 4    | Tigres Mochis    | 27   | 19 | 8  | 3 | 8 | 32 | 29 | +3   |                                 |
| 5    | Tampico Madero   | 26   | 19 | 7  | 5 | 7 | 21 | 27 | −6   |                                 |

 Fuente: [cita requerida]

### Grupo 2
| Pos. | Equipo     | Pts. | PJ | G | E | P  | GF | GC | Dif. | Clasificación                   |
| ---- | ---------- | ---- | -- | - | - | -- | -- | -- | ---- | ------------------------------- |
| 1    | Durango    | 26   | 19 | 6 | 8 | 5  | 25 | 25 | 0    | Cuartos de final de la liguilla |
| 2    | León       | 25   | 19 | 6 | 7 | 6  | 30 | 28 | +2   | Reclasificación a liguilla      |
| 3    | Tabasco    | 25   | 19 | 7 | 4 | 8  | 21 | 32 | −11  |                                 |
| 4    | Salamanca  | 23   | 19 | 6 | 5 | 8  | 21 | 28 | −7   |                                 |
| 5    | Lobos BUAP | 19   | 19 | 5 | 4 | 10 | 24 | 37 | −13  |                                 |

 Fuente: [cita requerida]

### Grupo 3
| Pos. | Equipo              | Pts. | PJ | G  | E | P | GF | GC | Dif. | Clasificación                   |
| ---- | ------------------- | ---- | -- | -- | - | - | -- | -- | ---- | ------------------------------- |
| 1    | Cruz Azul Oaxaca    | 33   | 19 | 10 | 3 | 6 | 34 | 24 | +10  | Cuartos de final de la liguilla |
| 2    | Querétaro           | 33   | 19 | 10 | 3 | 6 | 23 | 17 | +6   | Cuartos de final de la liguilla |
| 3    | Coyotes de Sonora   | 32   | 19 | 10 | 2 | 7 | 35 | 25 | +10  | Reclasificación a liguilla      |
| 4    | Coatzacoalcos       | 22   | 19 | 6  | 4 | 9 | 26 | 29 | −3   |                                 |
| 5    | Atlético Mexiquense | 19   | 19 | 4  | 7 | 8 | 22 | 24 | −2   |                                 |

 Fuente: [cita requerida]

### Grupo 4
| Pos. | Equipo               | Pts. | PJ | G | E | P  | GF | GC | Dif. | Clasificación                   |
| ---- | -------------------- | ---- | -- | - | - | -- | -- | -- | ---- | ------------------------------- |
| 1    | Chivas Coras         | 30   | 19 | 9 | 3 | 7  | 27 | 25 | +2   | Cuartos de final de la liguilla |
| 2    | Tijuana              | 23   | 19 | 5 | 8 | 6  | 26 | 26 | 0    | Reclasificación a liguilla      |
| 3    | Rayados 'A'          | 19   | 19 | 5 | 4 | 10 | 32 | 35 | −3   |                                 |
| 4    | Irapuato             | 18   | 19 | 3 | 9 | 7  | 30 | 37 | −7   |                                 |
| 5    | Águilas Riviera Maya | 18   | 19 | 4 | 6 | 9  | 15 | 24 | −9   |                                 |

 Fuente: [cita requerida]

## Tabla general
| Pos. | Equipo               | Pts. | PJ | G  | E | P  | GF | GC | Dif. | Clasificación                   |
| ---- | -------------------- | ---- | -- | -- | - | -- | -- | -- | ---- | ------------------------------- |
| 1    | Correcaminos UAT     | 40   | 19 | 12 | 4 | 3  | 38 | 20 | +18  | Cuartos de final de la liguilla |
| 2    | Cruz Azul Oaxaca     | 33   | 19 | 10 | 3 | 6  | 34 | 23 | +11  | Cuartos de final de la liguilla |
| 3    | Puebla (C)           | 33   | 19 | 10 | 3 | 6  | 29 | 22 | +7   | Cuartos de final de la liguilla |
| 4    | Querétaro            | 33   | 19 | 10 | 3 | 6  | 23 | 17 | +6   | Cuartos de final de la liguilla |
| 5    | Coyotes de Sonora    | 32   | 19 | 10 | 2 | 7  | 35 | 25 | +10  | Reclasificación a liguilla      |
| 6    | Indios               | 32   | 19 | 10 | 2 | 7  | 29 | 26 | +3   | Reclasificación a liguilla      |
| 7    | Chivas Coras         | 30   | 19 | 9  | 3 | 7  | 27 | 25 | +2   | Cuartos de final de la liguilla |
| 8    | Tigres Mochis        | 27   | 19 | 8  | 3 | 8  | 31 | 29 | +2   |                                 |
| 9    | Durango              | 26   | 19 | 6  | 8 | 5  | 25 | 25 | 0    | Cuartos de final de la liguilla |
| 10   | Tampico Madero       | 26   | 19 | 7  | 5 | 7  | 21 | 27 | −6   |                                 |
| 11   | León                 | 25   | 19 | 6  | 7 | 6  | 30 | 28 | +2   | Reclasificación a liguilla      |
| 12   | Tabasco              | 25   | 19 | 7  | 4 | 8  | 21 | 32 | −11  |                                 |
| 13   | Tijuana              | 23   | 19 | 5  | 8 | 6  | 26 | 26 | 0    | Reclasificación a liguilla      |
| 14   | Salamanca            | 23   | 19 | 6  | 5 | 8  | 21 | 28 | −7   |                                 |
| 15   | Coatzacoalcos        | 22   | 19 | 6  | 4 | 9  | 26 | 29 | −3   |                                 |
| 16   | Atlético Mexiquense  | 19   | 19 | 4  | 7 | 8  | 22 | 24 | −2   |                                 |
| 17   | Rayados 'A'          | 19   | 19 | 5  | 4 | 10 | 32 | 35 | −3   |                                 |
| 18   | Lobos BUAP           | 19   | 19 | 5  | 4 | 10 | 24 | 37 | −13  |                                 |
| 19   | Irapuato             | 18   | 19 | 3  | 9 | 7  | 30 | 37 | −7   |                                 |
| 20   | Águilas Riviera Maya | 18   | 19 | 4  | 6 | 9  | 15 | 24 | −9   |                                 |

 Fuente: [cita requerida]

## Tabla Porcentual
| Pos. | Equipo               | PJ | Pts | Dif. | Cociente |
| ---- | -------------------- | -- | --- | ---- | -------- |
| 16.  | Durango              | 95 | 120 | -14  | 1.2632   |
| 17.  | Tampico Madero       | 95 | 116 | -28  | 1.2211   |
| 18.  | Águilas Riviera Maya | 95 | 115 | -29  | 1.2105   |
| 19.  | Lobos BUAP           | 57 | 67  | -15  | 1.1754   |
| 20.  | Tijuana              | 95 | 107 | -25  | 1.1263   |

     Desciende a Segunda División

## Repechaje
| 23 de noviembre de 2005, 13:00 | Tijuana     | 1:4 | Coyotes Sonora                             | Unidad Deportiva CREA, Tijuana |  |
|                                | Garduño 57' |     | da Souza 23' · Valdéz 66' · Romero 83' 87' |                                |  |

| 26 de noviembre de 2005, 19:30                          | Coyotes Sonora                          | 4:2 (8:3) | Tijuana                 | Estadio Héroe de Nacozari, Hermosillo |  |
|                                                         | Romero 16' 80' · Gomes 62' · Valdéz 87' |           | Begines 23' · Borja 39' |                                       |  |
| Coyotes de Sonora avanzó a cuartos de final. 8-3 Global |                                         |           |                         |                                       |  |

| 24 de noviembre de 2005, 20:30 | León      | 1:0 | Indios | Estadio León, León |  |
|                                | Pérez 10' |     |        |                    |  |

| 27 de noviembre de 2005, 13:00             | Indios                                     | 3:3 (3:4) | León                                | Estadio Olímpico Benito Juárez, Ciudad Juárez |  |
|                                            | López 51' · Santibáñez 77' · Gutiérrez 83' |           | Nurse 41' · Vázquez 73' · Rojas 90' |                                               |  |
| León avanzó a cuartos de final. 3-4 Global |                                            |           |                                     |                                               |  |

## Liguilla
|  | Reclasificación                                                          | Reclasificación                                                          | Reclasificación                                                          | Reclasificación                                                          | Reclasificación                                                          |   |   | Cuartos de final                                                                   | Cuartos de final                                                                   | Cuartos de final                                                                   | Cuartos de final                                                                   | Cuartos de final                                                                   |   |  | Semifinales                                                            | Semifinales                                                            | Semifinales                                                            | Semifinales                                                            | Semifinales                                                            |  |   | Final                                                          | Final                                                          | Final                                                          | Final                                                          | Final                                                          |  |
|  | 23 y 24 de noviembre de 2005 (ida) 26 y 27 de noviembre de 2005 (vuelta) | 23 y 24 de noviembre de 2005 (ida) 26 y 27 de noviembre de 2005 (vuelta) | 23 y 24 de noviembre de 2005 (ida) 26 y 27 de noviembre de 2005 (vuelta) | 23 y 24 de noviembre de 2005 (ida) 26 y 27 de noviembre de 2005 (vuelta) | 23 y 24 de noviembre de 2005 (ida) 26 y 27 de noviembre de 2005 (vuelta) |   |   | 30 de noviembre y 1 de diciembre de 2005 (ida) 3 y 4 de diciembre de 2005 (vuelta) | 30 de noviembre y 1 de diciembre de 2005 (ida) 3 y 4 de diciembre de 2005 (vuelta) | 30 de noviembre y 1 de diciembre de 2005 (ida) 3 y 4 de diciembre de 2005 (vuelta) | 30 de noviembre y 1 de diciembre de 2005 (ida) 3 y 4 de diciembre de 2005 (vuelta) | 30 de noviembre y 1 de diciembre de 2005 (ida) 3 y 4 de diciembre de 2005 (vuelta) |   |  | 7 y 8 de diciembre de 2005 (ida) 10 y 11 de diciembre de 2005 (vuelta) | 7 y 8 de diciembre de 2005 (ida) 10 y 11 de diciembre de 2005 (vuelta) | 7 y 8 de diciembre de 2005 (ida) 10 y 11 de diciembre de 2005 (vuelta) | 7 y 8 de diciembre de 2005 (ida) 10 y 11 de diciembre de 2005 (vuelta) | 7 y 8 de diciembre de 2005 (ida) 10 y 11 de diciembre de 2005 (vuelta) |  |   | 14 de diciembre de 2005 (ida) 17 de diciembre de 2005 (vuelta) | 14 de diciembre de 2005 (ida) 17 de diciembre de 2005 (vuelta) | 14 de diciembre de 2005 (ida) 17 de diciembre de 2005 (vuelta) | 14 de diciembre de 2005 (ida) 17 de diciembre de 2005 (vuelta) | 14 de diciembre de 2005 (ida) 17 de diciembre de 2005 (vuelta) |  |
|  |                                                                          |                                                                          |                                                                          |                                                                          |                                                                          |   |   |                                                                                    |                                                                                    |                                                                                    |                                                                                    |                                                                                    |   |  |                                                                        |                                                                        |                                                                        |                                                                        |                                                                        |  |   |                                                                |                                                                |                                                                |                                                                |                                                                |  |
|  |                                                                          |                                                                          |                                                                          |                                                                          |                                                                          |   |   |                                                                                    |                                                                                    |                                                                                    |                                                                                    |                                                                                    |   |  |                                                                        |                                                                        |                                                                        |                                                                        |                                                                        |  |   |                                                                |                                                                |                                                                |                                                                |                                                                |  |
|  |                                                                          |                                                                          |                                                                          |                                                                          |                                                                          |   |   |                                                                                    |                                                                                    |                                                                                    |                                                                                    |                                                                                    |   |  |                                                                        |                                                                        |                                                                        |                                                                        |                                                                        |  |   |                                                                |                                                                |                                                                |                                                                |                                                                |  |
|  |                                                                          |                                                                          |                                                                          |                                                                          |                                                                          |   |   |                                                                                    |                                                                                    |                                                                                    |                                                                                    |                                                                                    |   |  |                                                                        |                                                                        |                                                                        |                                                                        |                                                                        |  |   |                                                                |                                                                |                                                                |                                                                |                                                                |  |
|  |                                                                          |                                                                          |                                                                          |                                                                          |                                                                          |   |   |                                                                                    |                                                                                    |                                                                                    |                                                                                    |                                                                                    |   |  |                                                                        |                                                                        |                                                                        |                                                                        |                                                                        |  |   |                                                                |                                                                |                                                                |                                                                |                                                                |  |
|  |                                                                          | 2                                                                        | Cruz Azul Oaxaca (*)                                                     | 2                                                                        | 2                                                                        | 4 |   |                                                                                    |                                                                                    |                                                                                    |                                                                                    |                                                                                    |   |  |                                                                        |                                                                        |                                                                        |                                                                        |                                                                        |  |   |                                                                |                                                                |                                                                |                                                                |                                                                |  |
|  |                                                                          |                                                                          |                                                                          |                                                                          |                                                                          | 4 |   |                                                                                    |                                                                                    |                                                                                    |                                                                                    |                                                                                    |   |  |                                                                        |                                                                        |                                                                        |                                                                        |                                                                        |  |   |                                                                |                                                                |                                                                |                                                                |                                                                |  |
|  |                                                                          |                                                                          | 9                                                                        | Durango                                                                  | 2                                                                        | 2 | 4 |                                                                                    |                                                                                    |                                                                                    |                                                                                    |                                                                                    |   |  |                                                                        |                                                                        |                                                                        |                                                                        |                                                                        |  |   |                                                                |                                                                |                                                                |                                                                |                                                                |  |
|  |                                                                          |                                                                          | 9                                                                        | Durango                                                                  | 2                                                                        | 2 | 4 |                                                                                    |                                                                                    |                                                                                    |                                                                                    |                                                                                    |   |  |                                                                        |                                                                        |                                                                        |                                                                        |                                                                        |  |   |                                                                |                                                                |                                                                |                                                                |                                                                |  |
|  |                                                                          |                                                                          |                                                                          |                                                                          |                                                                          |   |   |                                                                                    |                                                                                    |                                                                                    |                                                                                    |                                                                                    |   |  |                                                                        |                                                                        |                                                                        |                                                                        |                                                                        |  |   |                                                                |                                                                |                                                                |                                                                |                                                                |  |
|  |                                                                          |                                                                          |                                                                          |                                                                          |                                                                          |   |   |                                                                                    |                                                                                    |                                                                                    |                                                                                    |                                                                                    |   |  |                                                                        |                                                                        |                                                                        |                                                                        |                                                                        |  |   |                                                                |                                                                |                                                                |                                                                |                                                                |  |
|  |                                                                          |                                                                          |                                                                          |                                                                          |                                                                          |   |   |                                                                                    | 2                                                                                  | Cruz Azul Oaxaca                                                                   | 1                                                                                  | 2                                                                                  | 3 |  |                                                                        |                                                                        |                                                                        |                                                                        |                                                                        |  |   |                                                                |                                                                |                                                                |                                                                |                                                                |  |
|  |                                                                          |                                                                          |                                                                          |                                                                          |                                                                          |   |   |                                                                                    |                                                                                    |                                                                                    |                                                                                    |                                                                                    | 3 |  |                                                                        |                                                                        |                                                                        |                                                                        |                                                                        |  |   |                                                                |                                                                |                                                                |                                                                |                                                                |  |
|  |                                                                          |                                                                          | 11                                                                       | León                                                                     | 1                                                                        | 1 | 2 |                                                                                    |                                                                                    |                                                                                    |                                                                                    |                                                                                    |   |  |                                                                        |                                                                        |                                                                        |                                                                        |                                                                        |  |   |                                                                |                                                                |                                                                |                                                                |                                                                |  |
|  |                                                                          |                                                                          | 11                                                                       | León                                                                     | 1                                                                        | 1 | 2 |                                                                                    |                                                                                    |                                                                                    |                                                                                    |                                                                                    |   |  |                                                                        |                                                                        |                                                                        |                                                                        |                                                                        |  |   |                                                                |                                                                |                                                                |                                                                |                                                                |  |
|  |                                                                          |                                                                          |                                                                          |                                                                          |                                                                          |   |   |                                                                                    |                                                                                    |                                                                                    |                                                                                    |                                                                                    |   |  |                                                                        |                                                                        |                                                                        |                                                                        |                                                                        |  |   |                                                                |                                                                |                                                                |                                                                |                                                                |  |
|  |                                                                          |                                                                          |                                                                          |                                                                          |                                                                          |   |   |                                                                                    |                                                                                    |                                                                                    |                                                                                    |                                                                                    |   |  |                                                                        |                                                                        |                                                                        |                                                                        |                                                                        |  |   |                                                                |                                                                |                                                                |                                                                |                                                                |  |
|  |                                                                          | 1                                                                        | Correcaminos UAT                                                         | 0                                                                        | 1                                                                        | 1 |   |                                                                                    |                                                                                    |                                                                                    |                                                                                    |                                                                                    |   |  |                                                                        |                                                                        |                                                                        |                                                                        |                                                                        |  |   |                                                                |                                                                |                                                                |                                                                |                                                                |  |
|  |                                                                          |                                                                          |                                                                          |                                                                          |                                                                          | 1 |   |                                                                                    |                                                                                    |                                                                                    |                                                                                    |                                                                                    |   |  |                                                                        |                                                                        |                                                                        |                                                                        |                                                                        |  |   |                                                                |                                                                |                                                                |                                                                |                                                                |  |
|  |                                                                          |                                                                          | 11                                                                       | León                                                                     | 2                                                                        | 2 | 4 |                                                                                    |                                                                                    |                                                                                    |                                                                                    |                                                                                    |   |  |                                                                        |                                                                        |                                                                        |                                                                        |                                                                        |  |   |                                                                |                                                                |                                                                |                                                                |                                                                |  |
|  | 6                                                                        | Indios                                                                   | 11                                                                       | León                                                                     | 2                                                                        | 2 | 4 | 0                                                                                  | 3                                                                                  | 3                                                                                  |                                                                                    |                                                                                    |   |  |                                                                        |                                                                        |                                                                        |                                                                        |                                                                        |  |   |                                                                |                                                                |                                                                |                                                                |                                                                |  |
|  | 6                                                                        | Indios                                                                   |                                                                          |                                                                          |                                                                          |   |   |                                                                                    |                                                                                    | 3                                                                                  |                                                                                    |                                                                                    |   |  |                                                                        |                                                                        |                                                                        |                                                                        |                                                                        |  |   |                                                                |                                                                |                                                                |                                                                |                                                                |  |
|  | 11                                                                       | León                                                                     | 1                                                                        | 3                                                                        | 4                                                                        |   |   |                                                                                    |                                                                                    |                                                                                    |                                                                                    |                                                                                    |   |  |                                                                        |                                                                        |                                                                        |                                                                        |                                                                        |  |   |                                                                |                                                                |                                                                |                                                                |                                                                |  |
|  | 11                                                                       | León                                                                     | 1                                                                        | 3                                                                        | 4                                                                        |   |   |                                                                                    |                                                                                    |                                                                                    |                                                                                    |                                                                                    |   |  |                                                                        |                                                                        |                                                                        |                                                                        |                                                                        |  | 2 | Cruz Azul Oaxaca                                               | 1                                                              | 0                                                              | 1                                                              |                                                                |  |
|  |                                                                          |                                                                          |                                                                          |                                                                          |                                                                          |   |   |                                                                                    |                                                                                    |                                                                                    |                                                                                    |                                                                                    |   |  |                                                                        |                                                                        |                                                                        |                                                                        |                                                                        |  | 2 | Cruz Azul Oaxaca                                               | 1                                                              | 0                                                              | 1                                                              |                                                                |  |
|  |                                                                          |                                                                          | 3                                                                        | Puebla                                                                   | 1                                                                        | 1 | 2 |                                                                                    |                                                                                    |                                                                                    |                                                                                    |                                                                                    |   |  |                                                                        |                                                                        |                                                                        |                                                                        |                                                                        |  |   |                                                                |                                                                |                                                                |                                                                |                                                                |  |
|  |                                                                          |                                                                          | 3                                                                        | Puebla                                                                   | 1                                                                        | 1 | 2 |                                                                                    |                                                                                    |                                                                                    |                                                                                    |                                                                                    |   |  |                                                                        |                                                                        |                                                                        |                                                                        |                                                                        |  |   |                                                                |                                                                |                                                                |                                                                |                                                                |  |
|  |                                                                          |                                                                          |                                                                          |                                                                          |                                                                          |   |   |                                                                                    |                                                                                    |                                                                                    |                                                                                    |                                                                                    |   |  |                                                                        |                                                                        |                                                                        |                                                                        |                                                                        |  |   |                                                                |                                                                |                                                                |                                                                |                                                                |  |
|  |                                                                          |                                                                          |                                                                          |                                                                          |                                                                          |   |   |                                                                                    |                                                                                    |                                                                                    |                                                                                    |                                                                                    |   |  |                                                                        |                                                                        |                                                                        |                                                                        |                                                                        |  |   |                                                                |                                                                |                                                                |                                                                |                                                                |  |
|  |                                                                          | 3                                                                        | Puebla (*)                                                               | 1                                                                        | 2                                                                        | 3 |   |                                                                                    |                                                                                    |                                                                                    |                                                                                    |                                                                                    |   |  |                                                                        |                                                                        |                                                                        |                                                                        |                                                                        |  |   |                                                                |                                                                |                                                                |                                                                |                                                                |  |
|  |                                                                          |                                                                          |                                                                          |                                                                          |                                                                          | 3 |   |                                                                                    |                                                                                    |                                                                                    |                                                                                    |                                                                                    |   |  |                                                                        |                                                                        |                                                                        |                                                                        |                                                                        |  |   |                                                                |                                                                |                                                                |                                                                |                                                                |  |
|  |                                                                          |                                                                          | 7                                                                        | Chivas Coras                                                             | 2                                                                        | 1 | 3 |                                                                                    |                                                                                    |                                                                                    |                                                                                    |                                                                                    |   |  |                                                                        |                                                                        |                                                                        |                                                                        |                                                                        |  |   |                                                                |                                                                |                                                                |                                                                |                                                                |  |
|  |                                                                          |                                                                          | 7                                                                        | Chivas Coras                                                             | 2                                                                        | 1 | 3 |                                                                                    |                                                                                    |                                                                                    |                                                                                    |                                                                                    |   |  |                                                                        |                                                                        |                                                                        |                                                                        |                                                                        |  |   |                                                                |                                                                |                                                                |                                                                |                                                                |  |
|  |                                                                          |                                                                          |                                                                          |                                                                          |                                                                          |   |   |                                                                                    |                                                                                    |                                                                                    |                                                                                    |                                                                                    |   |  |                                                                        |                                                                        |                                                                        |                                                                        |                                                                        |  |   |                                                                |                                                                |                                                                |                                                                |                                                                |  |
|  |                                                                          |                                                                          |                                                                          |                                                                          |                                                                          |   |   |                                                                                    |                                                                                    |                                                                                    |                                                                                    |                                                                                    |   |  |                                                                        |                                                                        |                                                                        |                                                                        |                                                                        |  |   |                                                                |                                                                |                                                                |                                                                |                                                                |  |
|  |                                                                          |                                                                          |                                                                          |                                                                          |                                                                          |   |   |                                                                                    | 3                                                                                  | Puebla (*)                                                                         | 1                                                                                  | 1                                                                                  | 2 |  |                                                                        |                                                                        |                                                                        |                                                                        |                                                                        |  |   |                                                                |                                                                |                                                                |                                                                |                                                                |  |
|  |                                                                          |                                                                          |                                                                          |                                                                          |                                                                          |   |   |                                                                                    |                                                                                    |                                                                                    |                                                                                    |                                                                                    | 2 |  |                                                                        |                                                                        |                                                                        |                                                                        |                                                                        |  |   |                                                                |                                                                |                                                                |                                                                |                                                                |  |
|  |                                                                          |                                                                          | 5                                                                        | Coyotes de Sonora                                                        | 2                                                                        | 0 | 2 |                                                                                    |                                                                                    |                                                                                    |                                                                                    |                                                                                    |   |  |                                                                        |                                                                        |                                                                        |                                                                        |                                                                        |  |   |                                                                |                                                                |                                                                |                                                                |                                                                |  |
|  |                                                                          |                                                                          | 5                                                                        | Coyotes de Sonora                                                        | 2                                                                        | 0 | 2 |                                                                                    |                                                                                    |                                                                                    |                                                                                    |                                                                                    |   |  |                                                                        |                                                                        |                                                                        |                                                                        |                                                                        |  |   |                                                                |                                                                |                                                                |                                                                |                                                                |  |
|  |                                                                          |                                                                          |                                                                          |                                                                          |                                                                          |   |   |                                                                                    |                                                                                    |                                                                                    |                                                                                    |                                                                                    |   |  |                                                                        |                                                                        |                                                                        |                                                                        |                                                                        |  |   |                                                                |                                                                |                                                                |                                                                |                                                                |  |
|  |                                                                          |                                                                          |                                                                          |                                                                          |                                                                          |   |   |                                                                                    |                                                                                    |                                                                                    |                                                                                    |                                                                                    |   |  |                                                                        |                                                                        |                                                                        |                                                                        |                                                                        |  |   |                                                                |                                                                |                                                                |                                                                |                                                                |  |
|  |                                                                          | 4                                                                        | Querétaro                                                                | 1                                                                        | 2                                                                        | 3 |   |                                                                                    |                                                                                    |                                                                                    |                                                                                    |                                                                                    |   |  |                                                                        |                                                                        |                                                                        |                                                                        |                                                                        |  |   |                                                                |                                                                |                                                                |                                                                |                                                                |  |
|  |                                                                          |                                                                          |                                                                          |                                                                          |                                                                          | 3 |   |                                                                                    |                                                                                    |                                                                                    |                                                                                    |                                                                                    |   |  |                                                                        |                                                                        |                                                                        |                                                                        |                                                                        |  |   |                                                                |                                                                |                                                                |                                                                |                                                                |  |
|  |                                                                          |                                                                          | 5                                                                        | Coyotes de Sonora                                                        | 2                                                                        | 2 | 4 |                                                                                    |                                                                                    |                                                                                    |                                                                                    |                                                                                    |   |  |                                                                        |                                                                        |                                                                        |                                                                        |                                                                        |  |   |                                                                |                                                                |                                                                |                                                                |                                                                |  |
|  | 5                                                                        | Coyotes de Sonora                                                        | 5                                                                        | Coyotes de Sonora                                                        | 2                                                                        | 2 | 4 | 4                                                                                  | 4                                                                                  | 8                                                                                  |                                                                                    |                                                                                    |   |  |                                                                        |                                                                        |                                                                        |                                                                        |                                                                        |  |   |                                                                |                                                                |                                                                |                                                                |                                                                |  |
|  | 5                                                                        | Coyotes de Sonora                                                        |                                                                          |                                                                          |                                                                          |   |   |                                                                                    |                                                                                    | 8                                                                                  |                                                                                    |                                                                                    |   |  |                                                                        |                                                                        |                                                                        |                                                                        |                                                                        |  |   |                                                                |                                                                |                                                                |                                                                |                                                                |  |
|  | 13                                                                       | Tijuana                                                                  | 1                                                                        | 2                                                                        | 3                                                                        |   |   |                                                                                    |                                                                                    |                                                                                    |                                                                                    |                                                                                    |   |  |                                                                        |                                                                        |                                                                        |                                                                        |                                                                        |  |   |                                                                |                                                                |                                                                |                                                                |                                                                |  |
|  | 13                                                                       | Tijuana                                                                  | 1                                                                        | 2                                                                        | 3                                                                        |   |   |                                                                                    |                                                                                    |                                                                                    |                                                                                    |                                                                                    |   |  |                                                                        |                                                                        |                                                                        |                                                                        |                                                                        |  |   |                                                                |                                                                |                                                                |                                                                |                                                                |  |
|  |                                                                          |                                                                          |                                                                          |                                                                          |                                                                          |   |   |                                                                                    |                                                                                    |                                                                                    |                                                                                    |                                                                                    |   |  |                                                                        |                                                                        |                                                                        |                                                                        |                                                                        |  |   |                                                                |                                                                |                                                                |                                                                |                                                                |  |

- (*) Avanza por su posición en la tabla general.

### Cuartos de final
| 30 de noviembre de 2005, 20:00 | Durango          | 2:2 | Cruz Azul Oaxaca         | Estadio Francisco Zarco, Durango |  |
|                                | Oliveira 50' 77' |     | Gigena 66' · Fuentes 87' |                                  |  |

| 3 de diciembre de 2005, 15:00                                              | Cruz Azul Oaxaca        | 2:2 (4:4) | Durango                  | Estadio Benito Juárez, Oaxaca |  |
|                                                                            | Campos 40' · Gigena 80' |           | Ramos 37' · Oliveira 61' |                               |  |
| Cruz Azul Oaxaca avanzó a semifinales por posición en la tabla. 4-4 Global |                         |           |                          |                               |  |

| 30 de noviembre de 2005, 20:30 | Coyotes de Sonora      | 2:1 | Querétaro | Estadio Héroe de Nacozari, Hermosillo |  |
|                                | Romero 37' · Ortíz 68' |     | Mejía 19' |                                       |  |

| 3 de diciembre de 2005, 17:00                      | Querétaro        | 2:2 (3:4) | Coyotes de Sonora ]  | Estadio Corregidora, Santiago de Querétaro |  |
|                                                    | González 33' 60' |           | Gomes 1' · Sousa 88' |                                            |  |
| Coyotes de Sonora avanzó a semifinales. 3-4 Global |                  |           |                      |                                            |  |

| 30 de noviembre de 2005, 20:30 | León                    | 2:0 | Correcaminos | Nou Camp, León |  |
|                                | Nurse 44' · Márquez 79' |     |              |                |  |

| 3 de diciembre de 2005, 20:00         | Correcaminos | 1:2 (1:4) | León                  | Estadio Marte R. Gómez, Ciudad Victoria |  |
|                                       | Álvarez 83'  |           | Nurse 28' · Banda 48' |                                         |  |
| León avanzó a semifinales. 1-4 Global |              |           |                       |                                         |  |

| 1 de diciembre de 2005, 20:30 | Chivas Coras               | 2:1 | Puebla    | Estadio Nicolás Álvarez Ortega, Tepic |  |
|                               | Quiñones 53' · Estrada 69' |     | Pérez 19' |                                       |  |

| 4 de diciembre de 2005, 12:00                                    | Puebla                 | 2:1 (3:3) | Chivas Coras ] | Estadio Cuauhtémoc, Puebla |  |
|                                                                  | Mascorro 17' · Rey 85' |           | Vela 65'       |                            |  |
| Puebla avanzó a semifinales por posición en la tabla. 3-3 Global |                        |           |                |                            |  |

### Semifinales
| 7 de diciembre de 2005, 20:30 | León       | 1:1 | Cruz Azul Oaxaca | Nou Camp, León |  |
|                               | Almirón 3' |     | Gigena 57'       |                |  |

| 10 de diciembre de 2005, 15:00                 | Cruz Azul Oaxaca         | 2:1 (3:2) | León      | Estadio Benito Juárez, Oaxaca |  |
|                                                | Gigena 28' · Pardini 90' |           | Nurse 72' |                               |  |
| Cruz Azul Oaxaca avanzó a la final. 3-2 Global |                          |           |           |                               |  |

| 8 de diciembre de 2005, 20:30 | Coyotes de Sonora      | 2:1 | Puebla         | Estadio Héroe de Nacozari, Hermosillo |  |
|                               | Romero 29' · Gomes 87' |     | de la Cruz 47' |                                       |  |

| 11 de diciembre de 2005, 12:00                                | Puebla   | 1:0 (3:3) | Coyotes de Sonora | Estadio Cuauhtémoc, Puebla |  |
|                                                               | Orozco 2 |           |                   |                            |  |
| Puebla avanzó a la final por posición en la tabla. 3-3 Global |          |           |                   |                            |  |

### Final
| 14 de diciembre de 2005, 20:30 | Puebla     | 1:1     | Cruz Azul Oaxaca | Estadio Cuauhtémoc, Puebla |  |
|                                | Rincón 70' | Reporte | Gigena 77'       |                            |  |

| 17 de diciembre de 2005, 15:00                                               | Cruz Azul Oaxaca | 0:1 (1:2) | Puebla            | Estadio Benito Juárez, Oaxaca |  |
|                                                                              |                  | Reporte   | de la Barrera 73' |                               |  |
| Puebla campeón del Torneo Apertura 2005 de la Primera División A. 1-2 Global |                  |           |                   |                               |  |

| Campeón Apertura 2005 |
| --------------------- |
| Puebla (1er título)   |

| Predecesor: Clausura 2005 | Temporadas de la Primera División 'A' de México Apertura 2005 | Sucesor: Clausura 2006 |